# Tronc (geometria)

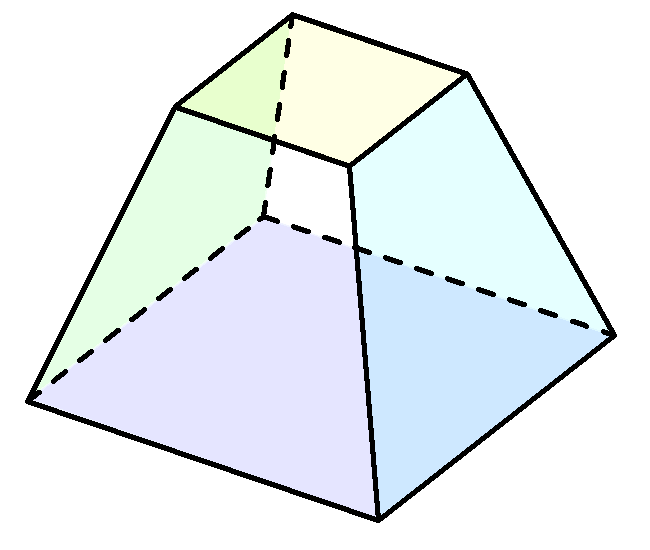

En geometria, el tronc és la part d'un sòlid, normalment d'un con o piràmide, que s'obté en tallar-lo amb dos plans paral·lels. Cadascuna de les interseccions amb els plans de tall és una base del tronc. L'eix, si existeix, és el del sòlid original. Un tronc és circular si les bases són circulars; d'altra banda, és recte si l'eix és perpendicular a les bases, i oblic en cas contrari.
Els cons i piràmides es poden entendre com a casos extrems de tronc en què un dels plans de tall és tangent al vèrtex.

## Fórmules
El volum d'un tronc és la diferència entre el volum del sòlid original, menys la part exterior als plans de tall:
{\displaystyle V=\left|{\frac {h_{1}b_{1}}{3}}-{\frac {h_{2}B_{2}}{3}}\right|,}
on {\displaystyle h_{1}\,} i {\displaystyle h_{2}\,} són les distàncies des del vèrtex a les bases major i menor, sent {\displaystyle b_{1}\,} i {\displaystyle B_{2}\,} les àrees d'aquestes.

Tronc de piràmide hexagonal

Sigui {\displaystyle h\,} l'alçada del tronc, és a dir la distància entre les bases, i tenint en compte que {\displaystyle h=\left|h_{1}-h_{2}\right|\,} i que {\displaystyle {\frac {b_{1}}{B_{2}}}={\frac {h_{1}^{2}}{h_{2}^{2}}}}, s'obté una fórmula per al volum, on es relaciona aquest amb l'altura del tronc i l'àrea de les seves bases, mitjançant la mitjana heroniana.
{\displaystyle V={\frac {h}{3}}(b_{1}+{\sqrt {b_{1}B_{2}}}+B_{2})}

### Tronc cònic
En particular, el volum d'un tronc cònic és:
{\displaystyle V={\frac {\pi h}{3}}(R_{1}^{2}+R_{1}R_{2}+R_{2}^{2})}
on {\displaystyle R_{1}\,} i {\displaystyle R_{2}\,} són els radis de les bases.

### Tronc circular
Usant les definicions precedents, en el cas d'un con truncat, la fórmula es simplifica:
{\displaystyle V={\frac {\pi }{12}}hD_{1}^{2}\left(1-\left({\frac {D_{2}}{D_{1}}}\right)^{2}\right)}, on les D són els diàmetres de les bases.
De la mateixa manera:
{\displaystyle V={\frac {\pi }{12}}h\left(D_{1}^{2}-{\frac {D_{2}^{2}}{D_{1}/D_{2}}}\right)}